# AN 게이밍
AN 게이밍(영어: AN Gaming)은 해체된 카트라이더 리그의 게임단이다. 공식으로 사용하는 명칭은 AN-Gaming이다.
곰TV컵 카트라이더 6차리그 즈음 창단되었으며, 넥슨 카트라이더 15차 리그 ~ 17차 리그 때는 비전텍컴퍼니가 네이밍 스폰을 하여, 오존 게이밍이라는 이름을 사용하기도 하였다. 넥슨 카트라이더 리그 배틀 로얄 이후, 해체하였으며, 길드만 남아있는 상태이다.
AN 게이밍의 감독은 안한샘 감독이었으며, 소속 선수들은 카트리그 통산 4회 우승 유영혁, 카트리그 2회 우승 박인재, 박현호, 준우승과 4위를 기록한 이동민과 4위를 기록한 박창규가 있었다. 그 외 조성제, 김승태, 김동환, 김경훈, 장진형, 안한별, 김은일, 정영석, 박준혁, 강석인, 조신우, 김형준, 박현호 등이 소속되어 있었고, 과거에는 김택환, 김준 선수도 소속되어 있었다.

## 같이 보기
- 트리플퍼펙트